# Jacopo Ferretti
Jacopo Ferretti, född 16 juli 1784 i Rom, död 17 mars 1852 där, var en italiensk författare. Han var far till Luigi Ferretti.
Ferretti var verksam i Rom och skrev ett stort antal operalibretton för bland andra Gioacchino Rossini, Gaetano Donizetti, Giovanni Pacini och Luigi Ricci.